# Такахаси, Ёсио
Ёсио «Сэм» Такахаси (яп. 高橋サム吉雄 Такахаси Сэм Ёсио, 19 февраля 1908 года, Оаху, Территория Гавайи, США — 27 ноября 1976 года, Япония) — японский профессиональный бейсболист, выступавший на позиции инфилдера. Нисэй, один из первых иностранных игроков в истории Японского профессионального бейсбола.

## Карьера
Родился и вырос на Гавайях, в то время бывших неинкорпорированной территорией США. Окончив старшую школу Мид-Пасифик, продолжил обучение на материке, поступив в Вашингтонский университет, но бросил его. Какое-то время выступал за любительскую команду «Гавайи Асахи», пока в 1936 году не присоединился к только основанной команде «Нагоя Гун», дебютировавшей в Японской бейсбольной лиге. Выступал на позиции шорт-стопа, отбивал четвёртым. Принял участие в первой игре ЯБЛ, выбив хит. В первой половине сезона отбивал 31,0, однако осенью ухудшил статистику до 21,7. В следующем году перешёл в новую команду лиги «Коракуэн Иглз». В осенней части сезона стал лидером лиги по количеству ранов (43) и хоум-ранов (6). Выступал за клуб до его расформирования в 1943 году. После войны в 1946 году по приглашению Хисанори Карита присоединился к «Исузу Моторс Хардбол», за которых играл в Междугороднем бейсбольном турнире. После завершения карьеры продолжил работу в клубе в качестве менеджера.